# تلمان دیلانیان
تلمان آرتاوازدی دیلانیان (ارمنی: Թելման Արտավազդի Դիլանյան؛ زادهٔ ۳۰ ژانویهٔ ۱۹۴۵) یک  سیاستمدار اهل ارمنستان است که از تاریخ ۱۹۹۰ تا تاریخ ۱۹۹۵ سمت نمایندگی دوره اول شورای عالی جمهوری ارمنستان را برعهده داشت.

## زندگی‌نامه
در ۳۰ ژانویهٔ ۱۹۴۵ در ارمنستان به دنیا آمد . 